# اردشیر (موبد موبدان)
اردشیر، موبد موبدان (روحانی اعظم)، در دوران حکومت پیروز (۴۵۹–۴۸۴) و همچنین در دوران حکومت خسرو اول انوشیروان (حک ۵۳۱–۵۷۹ م) زندگی می‌کرد. اردشیر یکی از ایرانیان اشراف‌زاده‌ای بود که در جنگ بین پیروز و شاه هپتالیتی که خواشنواز نامیده می‌شد، زندانی شد. موبد موبدان به نام اردشیر بار دیگر در دوران حکومت خسرو اول، به عنوان شخصیتی تأثیرگذار و مشاور عالی مقام در دربار حکومتی دیده می‌شود. این غیرمحتمل است، ولی نشدنی نیست که این دو اردشیر، یک نفر باشند. اگر دوره زندگی اردشیر ۴۷ سال تا دوران جانشینی خسرو اول طول کشیده باشد، او بایستی مقام اداری موبدی را در زمان حکومت پیروز در زمان غیرمحتمل اولیه حکومتش گرفته باشد. این باورکردنی تر است که تاریخ‌نگاری بعد از دوران حکومت خسرو اول باید اردشیر را در همواره شغلش را در پست والا داشته باشد که بعدها جایگاهش ارتقا یافت.